# Argentine-Lions britanniques et irlandais en rugby à XV
Cet article liste et détaille les confrontations entre l'équipe d'Argentine de rugby à XV et celle des Lions britanniques et irlandais. Leur opposition n'est pas un rendez-vous traditionnel. L'équipe britannique n'a effectué que trois tournées en Argentine au début du XXe siècle, en 1910, en 1927 et en 1936. Ensuite, les deux équipes ne se rencontrent pas pendant près de 70 ans jusqu'en 2005 pour un unique match à Cardiff. Les Argentins n'ont jamais gagné un seul test match.

## Historique
La première confrontation a lieu le 12 juin 1910 à Buenos Aires lors de la seconde tournée des Lions cette année-là. En effet, cette première tournée en Argentine est faite en parallèle de celle menée en Afrique du Sud avec une seconde équipe emmenée par l'arrière anglais John Raphael. Les Lions y jouent six matches dont celui contre les Pumas qui constitue le premier test match de leur histoire. Les Lions remportent la match sur un score large de 28-3 en marquant cinq essais contre un seul pour les argentins. Les quatre rencontres suivantes ont lieu lors de la seconde tournée des Lions en Argentine en 1927. L'équipe britannique remportent les quatre test matches marquant 160 points et n'en encaissant que 3. Une troisième tournée se déroule en 1936 avec un seul test match remporté par les Lions 23-0. 
Ensuite, les deux équipes ne s'affrontent plus pendant 71 ans et ne se retrouvent qu'en 2005 pour un match au Millennium Stadium de Cardiff. Cette rencontre est destinée à préparer au mieux la tournée 2005 en Nouvelle-Zélande. Malgré une équipe argentine sans la plupart des titulaires habituels, le match tourne en la faveur des sud-américains qui dominent le jeu tout la rencontre. Ceux-ci mènent au score jusqu'à la dernière minute lorsque Jonny Wilkinson arrache le match nul en passant une pénalité.

## Confrontations
Confrontations entre l'équipe d'Argentine de rugby à XV et les Lions britanniques
| No | Date            | Lieu                                        | Match                          | Score   | Compétition |
| -- | --------------- | ------------------------------------------- | ------------------------------ | ------- | ----------- |
| 1  | 12 juin 1910    | Stade Flores, Buenos Aires, Argentine       | Argentine – Lions britanniques | 3 – 28  | test match  |
| 2  | 31 juillet 1927 | Stade GEBA, Buenos Aires, Argentine         | Argentine – Lions britanniques | 0 – 37  | test match  |
| 3  | 7 août 1927     | Stade GEBA, Buenos Aires, Argentine         | Argentine – Lions britanniques | 0 – 46  | test match  |
| 4  | 14 août 1927    | Stade GEBA, Buenos Aires, Argentine         | Argentine – Lions britanniques | 3 – 34  | test match  |
| 5  | 21 août 1927    | Belgrano Stadium, Buenos Aires, Argentine   | Argentine – Lions britanniques | 0 – 43  | test match  |
| 6  | 16 août 1936    | Stade GEBA, Buenos Aires, Argentine         | Argentine – Lions britanniques | 0 – 23  | test match  |
| 7  | 23 mai 2005     | Millennium Stadium, Cardiff, Pays de Galles | Lions britanniques – Argentine | 25 – 25 | test match  |
| 8  | 20 juin 2025    | Aviva Stadium, Dublin, Irlande              | Lions britanniques – Argentine | 24 – 28 | test match  |